# 帕拉戈尼亚
帕拉戈尼亚（義大利語：Palagonia），是意大利西西里大区卡塔尼亞廣域市的一个市镇。总面积57平方公里，人口16487人，人口密度289.2人/平方公里（2009年）。ISTAT代码为087032。